# Dodge Serie DC
La Serie DC è un'autovettura mid-size prodotta dalla Dodge dal 1930 al 1931. È stato il primo modello della casa automobilistica statunitense ad avere montato un motore ad otto cilindri.

## Storia
La Serie DC, che fu introdotta nel gennaio del 1930, era equipaggiata da un motore a valvole laterali e otto cilindri in linea da 3.617 cm³ di cilindrata che sviluppava 75 CV di potenza. Il propulsore era anteriore, mentre la trazione era posteriore. Il cambio era a tre rapporti mentre la frizione era monodisco a secco. I freni erano idraulici sulle quattro ruote.
La Serie DC era offerta in versione torpedo quattro porte, coupé due porte, cabriolet due porte, berlina quattro porte e roadster due porte. Inoltre la vettura era disponibile anche con telaio nudo, cioè senza carrozzeria, allo scopo di dare la possibilità all'acquirente di completare la vettura dal proprio carrozziere di fiducia. La Serie DC uscì di produzione nel settembre del 1931.